# Décennie 1600 en arts plastiques
Chronologie des arts plastiques
Années 1590 - Années 1600 - Années 1610
Cet article concerne les années 1600 en arts plastiques.

## Événements
- Vers 1600 : naissance en Italie de style baroque en art et en architecture avec la décision de la papauté de faire de Rome la plus belle ville de la chrétienté en vue du jubilé de 1600[1].
- 1600-1608 : Pierre Paul Rubens séjourne en Italie[2].
- 1603 : au Japon, après la prise du pouvoir par Tokugawa Ieyasu et le transfert de la capitale à Edo (Tokyo), ce sont toujours des peintres de l’école des Kanō qui décorent les palais, dont celui de Nijō à Kyoto[3]. Mais les motifs se figent, l’espace à peindre est de plus en plus grand, la création fait place à l’académisme[4].
- 1604 : le peintre flamand Carel van Mander écrit un manuel pour les peintres, Het Schilder-boeck[5], et son compatriote Hans Vredeman de Vries publie son testament technique, un traité intitulé Perspective (1604-1605)[6].

- 29 juillet 1605 : Le Caravage blesse à la tête le notaire Mariano Pasqualone dans une rixe[2].
- 28 mai 1606 : Le Caravage tue Ranuccio Tommasoni au cours d'une rixe au Jeu de paume ; le 16 juillet, il est condamné au bannissement à vie des États pontificaux[2].
- 1606-1610 : période d'exil de Caravage. Le peintre est emprisonné puis chassé de Rome pour avoir diffamé un critique d’art fameux, Giovanni Baglione (1603), et pour s’être rendu coupable de rixes et de scandales[2].

## Réalisations
- 1597 et 1606-1607 : Annibal Carrache, assisté de son frère Agostino et de son neveu Antonio fait la décoration du Palais Farnèse à Rome[7].
- 1599-1602 : le peintre italien Le Caravage travaille à Rome pour la chapelle Contarelli de l’église Saint-Louis-des-Français à l’exécution de la vie de saint Matthieu (La Vocation et Le Martyre de saint Matthieu, Saint Matthieu et l'Ange)[8].
- 1600-1601 : Le Caravage peint deux toiles pour la chapelle Cerasi à  Santa Maria del Popolo à Rome, La Conversion de saint Paul et Le Crucifiement de saint Pierre[8].

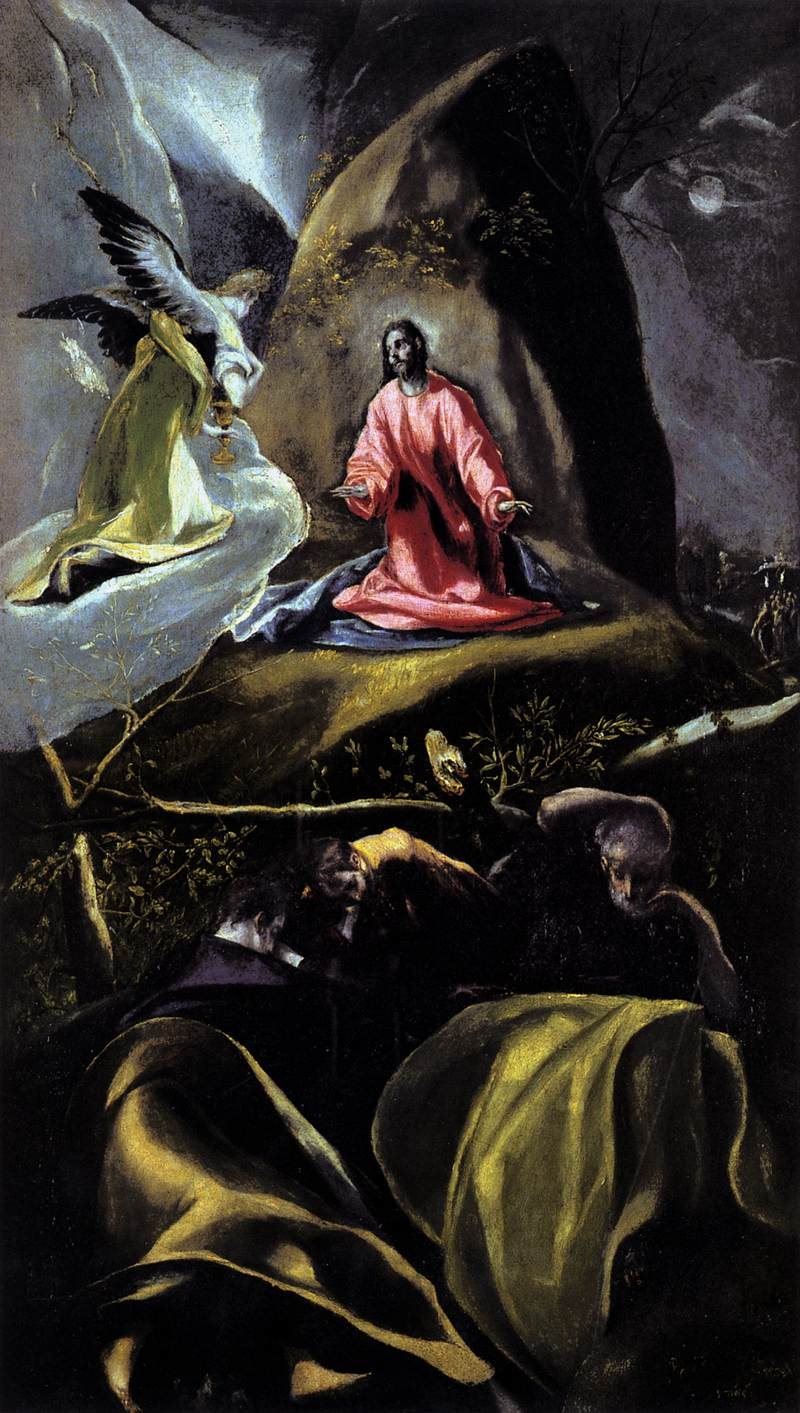
l'Agonie dans le jardin, El Greco

- Vers 1600-1605 : le peintre espagnol Le Greco peint une version de l'Agonie dans le jardin, conservée au musée diocésain de Cuenca[9].

- 1602-1603 : Le Caravage peint Saint Matthieu et l'Ange pour la chapelle Contarelli[8] ; le tableau est refusé par son commanditaire en raison de la sensualité de l'ange et de la saleté des ongles du saint et il peint une seconde version, plus conforme[10].
- 1602-1606 : Autoportrait dans un cercle d'amis de Mantoue, de Rubens[11].
- 1603 : Portrait équestre du Duc de Lerme, de Rubens[12].
- Vers 1603-1606 : La Madone des pèlerins, du Caravage[8].
- 1605-1606 : un tableau ayant pour sujet La Mort de la Vierge, commandé au Caravage pour l'église Santa Maria della Scala à Rome en 1601[13], fait scandale chez les Carmes du Trastevere. Rejeté pour son réalisme, il est acquis par Rubens pour le duc de Mantoue[14].
- 1606 : Portrait de Brigida Spinola Doria, de Rubens[12].
- 1609 : Rubens est à Anvers. Il peint Sous la tonnelle de chèvrefeuille, un autoportrait avec sa femme Isabella Brant[12].